# Danh sách tiểu hành tinh: 37001–38000
| Tên                                                  | Tên đầu tiên                                         | Ngày phát hiện                                       | Nơi phát hiện                                        | Người phát hiện                                      |                                                      |                                                      |                                                      |                                                      |                                                      |                                                      |                                                      |                                                      |                                                      |                                                      |                                                      |                                                      |                                                      |                                                      |                                                      |                                                      |                                                      |                                                      |                                                      |                                                      |                                                      |                                                      |                                                      |                                                      |                                                      |                                                      |                                                      |                                                      |                                                      |                                                      |                                                      |                                                      |                                                      |                                                      |                                                      |                                                      |                                                      |                                                      |                                                      |                                                      |                                                      |                                                      |                                                      |                                                      |                                                      |
| 37001–37100 Danh sách các tiểu hành tinh/37001–37100 | 37001–37100 Danh sách các tiểu hành tinh/37001–37100 | 37001–37100 Danh sách các tiểu hành tinh/37001–37100 | 37001–37100 Danh sách các tiểu hành tinh/37001–37100 | 37001–37100 Danh sách các tiểu hành tinh/37001–37100 | 37101–37200 Danh sách các tiểu hành tinh/37101–37200 | 37101–37200 Danh sách các tiểu hành tinh/37101–37200 | 37101–37200 Danh sách các tiểu hành tinh/37101–37200 | 37101–37200 Danh sách các tiểu hành tinh/37101–37200 | 37101–37200 Danh sách các tiểu hành tinh/37101–37200 | 37201–37300 Danh sách các tiểu hành tinh/37201–37300 | 37201–37300 Danh sách các tiểu hành tinh/37201–37300 | 37201–37300 Danh sách các tiểu hành tinh/37201–37300 | 37201–37300 Danh sách các tiểu hành tinh/37201–37300 | 37201–37300 Danh sách các tiểu hành tinh/37201–37300 | 37301–37400 Danh sách các tiểu hành tinh/37301–37400 | 37301–37400 Danh sách các tiểu hành tinh/37301–37400 | 37301–37400 Danh sách các tiểu hành tinh/37301–37400 | 37301–37400 Danh sách các tiểu hành tinh/37301–37400 | 37301–37400 Danh sách các tiểu hành tinh/37301–37400 | 37401–37500 Danh sách các tiểu hành tinh/37401–37500 | 37401–37500 Danh sách các tiểu hành tinh/37401–37500 | 37401–37500 Danh sách các tiểu hành tinh/37401–37500 | 37401–37500 Danh sách các tiểu hành tinh/37401–37500 | 37401–37500 Danh sách các tiểu hành tinh/37401–37500 | 37501–37600 Danh sách các tiểu hành tinh/37501–37600 | 37501–37600 Danh sách các tiểu hành tinh/37501–37600 | 37501–37600 Danh sách các tiểu hành tinh/37501–37600 | 37501–37600 Danh sách các tiểu hành tinh/37501–37600 | 37501–37600 Danh sách các tiểu hành tinh/37501–37600 | 37601–37700 Danh sách các tiểu hành tinh/37601–37700 | 37601–37700 Danh sách các tiểu hành tinh/37601–37700 | 37601–37700 Danh sách các tiểu hành tinh/37601–37700 | 37601–37700 Danh sách các tiểu hành tinh/37601–37700 | 37601–37700 Danh sách các tiểu hành tinh/37601–37700 | 37701–37800 Danh sách các tiểu hành tinh/37701–37800 | 37701–37800 Danh sách các tiểu hành tinh/37701–37800 | 37701–37800 Danh sách các tiểu hành tinh/37701–37800 | 37701–37800 Danh sách các tiểu hành tinh/37701–37800 | 37701–37800 Danh sách các tiểu hành tinh/37701–37800 | 37801–37900 Danh sách các tiểu hành tinh/37801–37900 | 37801–37900 Danh sách các tiểu hành tinh/37801–37900 | 37801–37900 Danh sách các tiểu hành tinh/37801–37900 | 37801–37900 Danh sách các tiểu hành tinh/37801–37900 | 37801–37900 Danh sách các tiểu hành tinh/37801–37900 | 37901–38000 Danh sách các tiểu hành tinh/37901–38000 | 37901–38000 Danh sách các tiểu hành tinh/37901–38000 | 37901–38000 Danh sách các tiểu hành tinh/37901–38000 | 37901–38000 Danh sách các tiểu hành tinh/37901–38000 | 37901–38000 Danh sách các tiểu hành tinh/37901–38000 |
| ---------------------------------------------------- | ---------------------------------------------------- | ---------------------------------------------------- | ---------------------------------------------------- | ---------------------------------------------------- | ---------------------------------------------------- | ---------------------------------------------------- | ---------------------------------------------------- | ---------------------------------------------------- | ---------------------------------------------------- | ---------------------------------------------------- | ---------------------------------------------------- | ---------------------------------------------------- | ---------------------------------------------------- | ---------------------------------------------------- | ---------------------------------------------------- | ---------------------------------------------------- | ---------------------------------------------------- | ---------------------------------------------------- | ---------------------------------------------------- | ---------------------------------------------------- | ---------------------------------------------------- | ---------------------------------------------------- | ---------------------------------------------------- | ---------------------------------------------------- | ---------------------------------------------------- | ---------------------------------------------------- | ---------------------------------------------------- | ---------------------------------------------------- | ---------------------------------------------------- | ---------------------------------------------------- | ---------------------------------------------------- | ---------------------------------------------------- | ---------------------------------------------------- | ---------------------------------------------------- | ---------------------------------------------------- | ---------------------------------------------------- | ---------------------------------------------------- | ---------------------------------------------------- | ---------------------------------------------------- | ---------------------------------------------------- | ---------------------------------------------------- | ---------------------------------------------------- | ---------------------------------------------------- | ---------------------------------------------------- | ---------------------------------------------------- | ---------------------------------------------------- | ---------------------------------------------------- | ---------------------------------------------------- | ---------------------------------------------------- |